# Liste der Biografien/Brew
Liste der Biografien |
Portal Biografien |
Personensuche
# |
A |
B |
C |
D |
E |
F |
G |
H |
I |
J |
K |
L |
M |
N |
O |
P |
Q |
R |
S |
T |
U |
V |
W |
X |
Y |
Z |
?
 
Ba |
Be |
Bd |
Bg |
Bh |
Bi |
Bj |
Bl |
Bm |
Bn |
Bo |
Br |
Bs |
Bu |
Bw |
By |
Bz
 
Bra |
Brc |
Brd |
Bre |
Brg |
Bri |
Brj |
Brk |
Brl |
Brn |
Bro |
Brp–Brt |
Bru |
Brv |
Bry |
Brz
 
Brea |
Breb |
Brec |
Bred |
Bree |
Bref |
Breg |
Breh |
Brei |
Brej |
Brek |
Brel |
Brem |
Bren |
Breo |
Brep |
Breq |
Brer |
Bres |
Bret |
Breu |
Brev |
Brew |
Brex |
Brey |
Brez
Die Liste der Biografien führt alle Personen auf, die in der deutschsprachigen Wikipedia einen Artikel haben. Dieses ist eine Teilliste mit 95 Einträgen von Personen, deren Namen mit den Buchstaben „Brew“ beginnt.

## Brew
- Brew, Derrick (* 1977), US-amerikanischer Sprinter und Staffel-Olympiasieger

### Brewa
- Breward, Christopher (* 1965), britischer Kulturhistoriker, Hochschullehrer und Autor

### Brewe
- Brewer, Aaron (* 1990), US-amerikanischer American-Football-Spieler
- Brewer, Alan (1915–2007), britisch-kanadischer Physiker und Klimatologe
- Brewer, Albert (1928–2017), US-amerikanischer Politiker (Demokratische Partei)
- Brewer, Ashleigh (* 1990), australische Schauspielerin
- Brewer, Betty (1923–2006), US-amerikanische Schauspielerin
- Brewer, Carl (1938–2001), kanadischer Eishockeyspieler
- Brewer, Carl (1957–2020), US-amerikanischer Politiker, Bürgermeister von Wichita (Kansas)
- Brewer, Charles (* 1969), US-amerikanischer Boxer im Supermittelgewicht
- Brewer, Chris (* 1993), US-amerikanischer Pokerspieler
- Brewer, Christian (1965–2021), britischer Jazzmusiker (Saxophon)
- Brewer, Christine (* 1955), US-amerikanische Opern- und Konzertsängerin (Sopran)
- Brewer, Corey (* 1986), US-amerikanischer Basketballspieler
- Brewer, Craig (* 1971), US-amerikanischer Regisseur
- Brewer, David (1940–2023), britischer Geschäftsmann
- Brewer, David (* 1941), kanadischer Ornithologe und Chemiker britischer Herkunft
- Brewer, David Josiah (1837–1910), US-amerikanischer Jurist
- Brewer, Douglas F. (1925–2018), britischer Tieftemperaturphysiker und emeritierter Hochschullehrer
- Brewer, Earl L. (1869–1942), US-amerikanischer Politiker
- Brewer, Eddie (1919–2003), britischer Naturschützer in Gambia
- Brewer, Eric (* 1967), amerikanischer Informatiker
- Brewer, Eric (* 1979), kanadischer Eishockeyspieler
- Brewer, Francis B. (1820–1892), US-amerikanischer Politiker
- Brewer, Gay (1932–2007), US-amerikanischer Golfspieler
- Brewer, Gene (* 1937), US-amerikanischer Schriftsteller
- Brewer, George MacKenzie (1889–1947), kanadischer Organist, Pianist, Komponist und Musikpädagoge
- Brewer, Gottfried Vinzenz von (1831–1873), preußischer Verwaltungsbeamter, Landrat
- Brewer, Grady (* 1970), US-amerikanischer Boxer
- Brewer, Graeme (* 1958), australischer Schwimmer
- Brewer, Heinrich (1640–1713), deutscher katholischer Theologe und Historiker
- Brewer, Henry Charles (1866–1950), britischer Maler
- Brewer, J. Hart (1844–1900), US-amerikanischer Politiker
- Brewer, Jack (1918–2003), US-amerikanischer Baseballspieler
- Brewer, James Alphege (1881–1946), britischer Künstler
- Brewer, Jamie (* 1985), US-amerikanische Schauspielerin
- Brewer, Jamison (* 1980), US-amerikanischer Basketballspieler
- Brewer, Jan (* 1944), US-amerikanische Politikerin der Republikanischen Partei
- Brewer, Jim (1920–1988), US-amerikanischer Bluesmusiker
- Brewer, John (* 1947), britischer Historiker
- Brewer, John David (* 1951), britischer Soziologe und Hochschullehrer
- Brewer, Johnny (1937–2011), US-amerikanischer Footballspieler
- Brewer, Joseph von (1821–1858), preußischer Verwaltungsbeamter, Landrat
- Brewer, Lawrence Russell (1967–2011), US-amerikanischer Mörder
- Brewer, Madeline (* 1992), US-amerikanische SchauspielerinMadeline Brewer (* 1992)

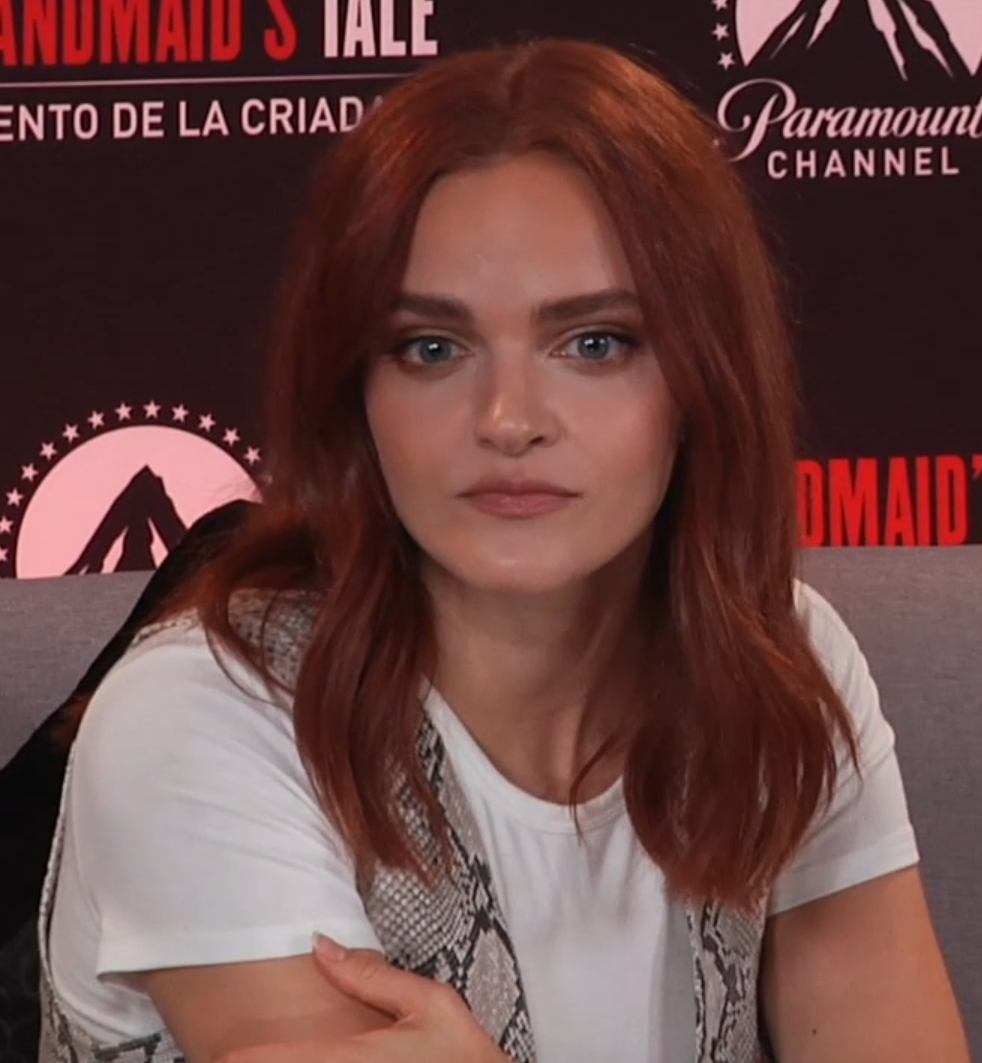
Madeline Brewer (* 1992)

- Brewer, Mark S. (1837–1901), US-amerikanischer Politiker
- Brewer, Matt (* 1983), US-amerikanischer Jazzbassist (Kontrabass, E-Bass) und Musikpädagoge
- Brewer, Mike (* 1964), englischer Gebrauchtwagenhändler und ModeratorMike Brewer (* 1964)

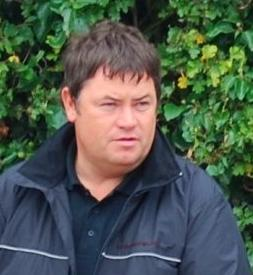
Mike Brewer (* 1964)

- Brewer, Richard George (1928–2012), US-amerikanischer Physiker
- Brewer, Ronnie (* 1985), US-amerikanischer Basketballspieler
- Brewer, Rose M., US-amerikanische Soziologin und Hochschullehrerin
- Brewer, Teresa (1931–2007), US-amerikanische Popsängerin
- Brewer, Trevor Donald (* 1989), US-amerikanischer Soldat
- Brewer, W. Donald (1912–1978), amerikanischer Regierungsbediensteter
- Brewer, William († 1232), englischer Adliger und Beamter
- Brewer, William († 1226), englischer Adliger, Beamter und Richter
- Brewer, William D. (1922–2009), US-amerikanischer Diplomat, Botschafter in El Salvador, Guatemala und Südafrika sowie Assistant Secretary of State
- Brewer, William D. (* 1943), US-amerikanischer Physiker
- Brewer, Willis (1844–1912), US-amerikanischer Rechtsanwalt und Politiker
- Brewer-Carías, Charles (* 1938), venezolanischer Naturforscher und Entdecker
- Brewer-Fürth, Felix von (1847–1918), österreichischer Politiker, Bürgermeister

### Brewi
- Brewin, Frank (1909–1976), indischer Hockeyspieler
- Brewitz, Walther (1883–1952), deutscher Autor und Dozent

### Brews
- Brewster Owens, Helen (1881–1968), US-amerikanische Mathematikerin, Hochschullehrerin und Frauenrechtlerin
- Brewster, Anna (* 1986), britische Schauspielerin und Model
- Brewster, Benjamin H. (1816–1888), US-amerikanischer Jurist und Politiker
- Brewster, Bertha (1887–1959), englisch-britische Suffragette
- Brewster, Caleb (1747–1827), US-amerikanischer Spion
- Brewster, Craig (* 1966), schottischer Fußballspieler und -trainer
- Brewster, Daniel (1923–2007), US-amerikanischer Politiker
- Brewster, David (1781–1868), schottischer Physiker
- Brewster, David P. (1801–1876), US-amerikanischer Jurist und Politiker
- Brewster, Diane (1931–1991), US-amerikanische Schauspielerin
- Brewster, Earl (1878–1957), US-amerikanischer Maler, Schriftsteller und Gelehrter
- Brewster, Elisha Hume (1871–1946), US-amerikanischer Jurist und Politiker
- Brewster, Harlan Carey (1870–1918), kanadischer Politiker
- Brewster, Harold (1903–1994), US-amerikanischer Hockeyspieler
- Brewster, Henry C. (1845–1928), US-amerikanischer Politiker
- Brewster, Jordana (* 1980), US-amerikanische SchauspielerinJordana Brewster (* 1980)

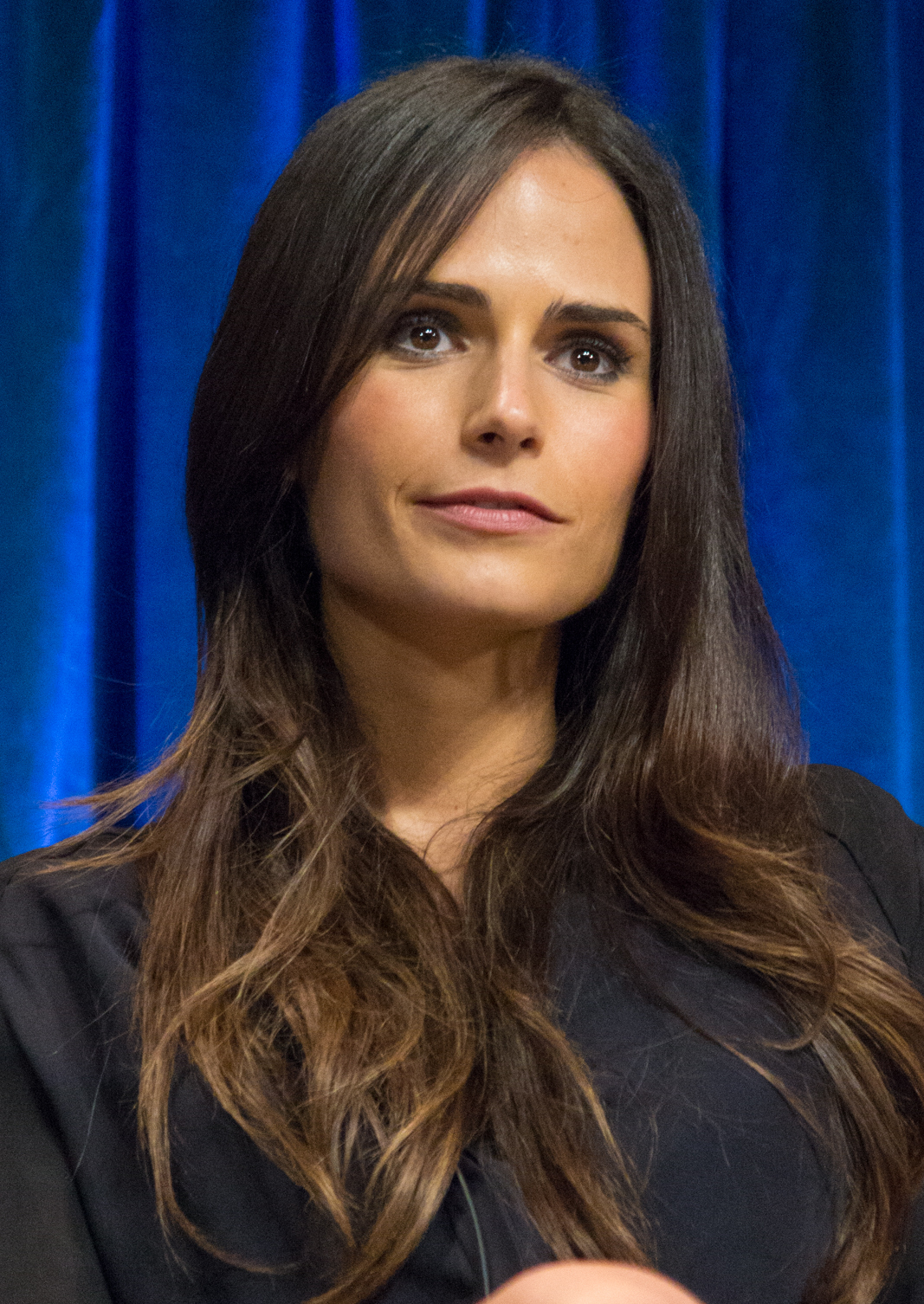
Jordana Brewster (* 1980)

- Brewster, Kingman (1919–1988), US-amerikanischer Jurist, Hochschullehrer und Diplomat
- Brewster, Lamon (* 1973), US-amerikanischer Schwergewichtsboxer
- Brewster, Leo (1903–1979), US-amerikanischer Jurist
- Brewster, Lincoln (* 1971), US-amerikanischer christlicher Musiker
- Brewster, Owen (1888–1961), US-amerikanischer Politiker
- Brewster, Paget (* 1969), US-amerikanische SchauspielerinPaget Brewster (* 1969)

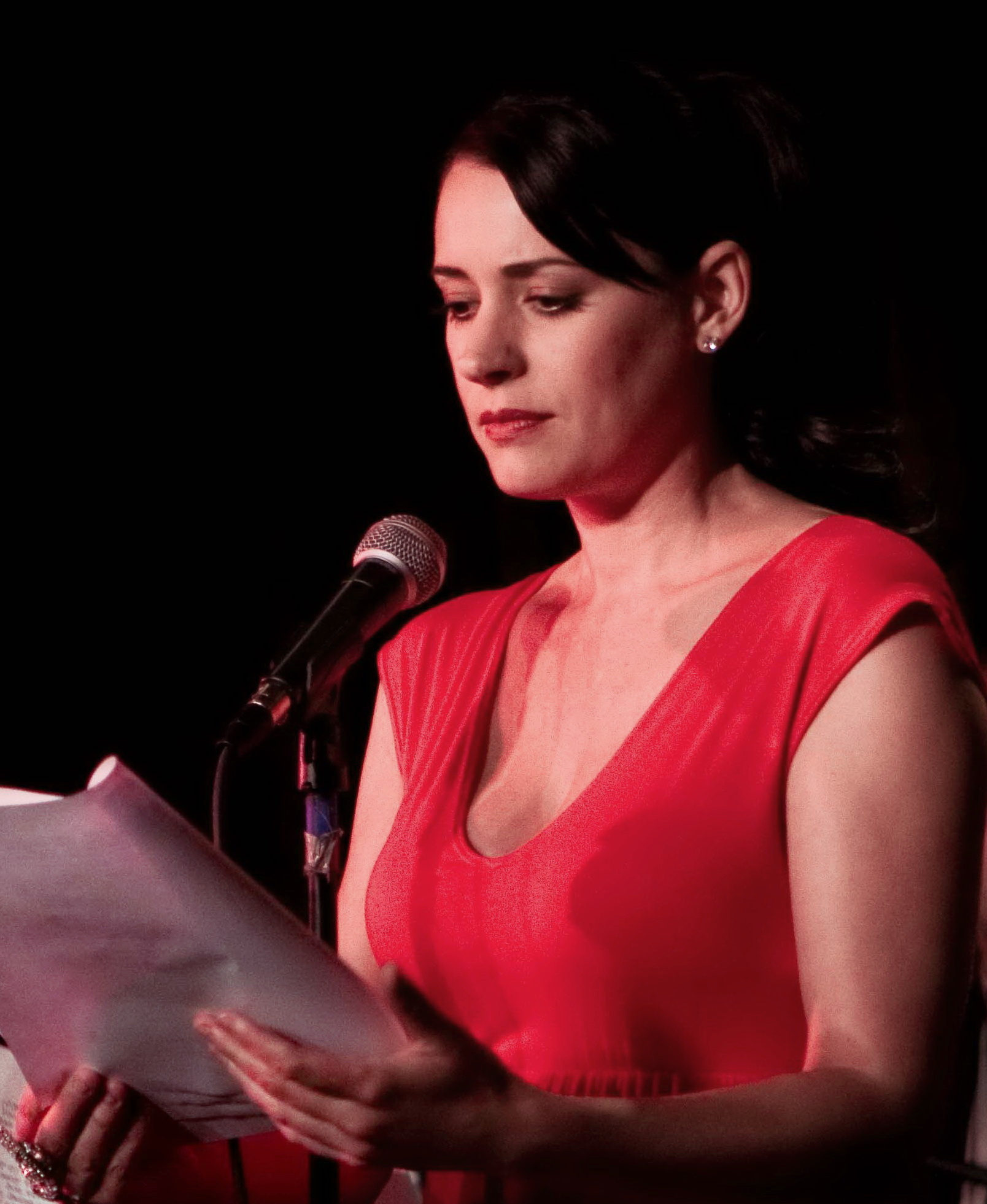
Paget Brewster (* 1969)

- Brewster, Ralph (1914–1990), US-amerikanischer Jazzmusiker
- Brewster, Rhian (* 2000), englischer Fußballspieler
- Brewster, Stephen (* 1967), britischer Informatiker und Professor für Mensch-Computer-Interaktion
- Brewster, Wally (* 1960), US-amerikanischer Diplomat
- Brewster, William († 1644), englischer Kirchenältester, Passagier der Mayflower und einer der ersten Kolonisten in der Plymouth Colony
- Brewster, William (1851–1919), US-amerikanischer Ornithologe
- Brewster, William K. (1941–2022), US-amerikanischer Politiker
- Brewster, Yvonne (* 1938), jamaikanische Schauspielerin, Regisseurin und Theaterleiterin

### Brewt
- Brewtnall, Edward Frederick (1846–1902), englischer Maler
- Brewton, Maia (* 1977), US-amerikanische Schauspielerin